# Titularbistum Lunda
Das Bistum Lunda (lateinisch Dioecesis Lundensis) ist ein Titularbistum der römisch-katholischen Kirche.
Es geht zurück auf einen untergegangenen Bischofssitz in der gleichnamigen antiken Stadt, die in der Spätantike politisch der römischen Provinz Phrygia Pacatiana (heute westliche Türkei) zugehörig war. Der Bischofssitz war der Kirchenprovinz Laodicea zugeordnet.
| Nr. | Name                           | Amt                                                                        | von               | bis             |
| --- | ------------------------------ | -------------------------------------------------------------------------- | ----------------- | --------------- |
| 1   | John Francis Norton            | Koadjutorbischof von Bathurst (Australien)                                 | 8. März 1926      | 9. April 1928   |
| 2   | Martin Meulenberg SMM          | Apostolischer Präfekt von Island Apostolischer Vikar von Island (Dänemark) | 30. Mai 1929      | 28. Juni 1929   |
| 3   | Joseph Henry Albers            | Weihbischof in Cincinnati (USA)                                            | 16. Dezember 1929 | 4. August 1937  |
| 4   | George John Rehring            | Weihbischof in Cincinnati (USA)                                            | 6. August 1937    | 16. Juli 1950   |
| 5   | Luís António Palha Teixeira OP | Prälat von Santíssima Conceição do Araguaia (Brasilien)                    | 20. Februar 1951  | 21. August 1981 |